# Juguete educativo
El juguete educativo es aquel juguete que fomenta el aprendizaje emocional, intelectual o físico o los tres a la vez. De esta manera, se destina a cumplir un propósito educativo: adquirir una destreza o conocimiento acerca de un tema determinado.
Platón consideraba que era necesario relacionar el juego y la educación, ya que así se llegaba a una correcta formación de la infancia. El juguete es un objeto con el que los niños juegan y desarrollan determinadas capacidades. Permite comprender el mundo que les rodea, tomar conciencia de sí mismos, relacionarse con otras personas y adquirir destrezas sociales. También ayuda a liberar tensiones, a aprender a conocer el cuerpo, a desarrollar la personalidad, a aprender a ganar, a perder y a acatar las normas. Al mismo tiempo, establece lazos de cohesión, ayuda, fomenta la cooperación y la autonomía, y permite expresar emociones, sentimientos y estados de ánimo. Así pues, todo juguete con carácter didáctico que favorece el desarrollo de las facultades de un niño es considerado un juguete educativo.

El juguete educativo ha de estar fabricado con buenos materiales, ser adecuado a las características psicoevolutivas del niño y ofrecer posibilidades de participación y relación, así como permitir el descubrimiento, la estructuración del conocimiento y la imitación. Su elaboración es resultado de la intervención conjunta de la pedagogía, la psicología y el diseño.
Con base en esto, generalmente se diseñan juguetes teniendo en cuenta el elemento educativo y el desarrollo infantil. Son ejemplos de juguetes educativos: animales, un piano de juguete, bloques de construcciones, rompecabezas… Con la irrupción de las TIC, ha aparecido un “nuevo” tipo de juguetes educativos: los juguetes electrónicos y los videojuegos.

## Contexto histórico
Los juguetes existen desde hace más de 4.000 años. Se han encontrado muñecos en tumbas primitivas y existen textos de antiguas civilizaciones que hablan de ellos. En la Prehistoria existieron juguetes de madera, arcilla o hueso. Del mismo modo, han sido hallados restos arqueológicos que indican que en Mesopotamia, los niños y niñas ya pasaban tiempo de ocio jugando con restos de huesos de animales rumiantes o con tablas. Durante el Imperio Romano y el Antiguo Egipto los niños se entretenían con estatuas con forma de personas o de animales, así como con muñecas, sonajeros, carritos de caballos o espadas, surgiendo así los primeros “juguetes educativos” que les permitían imitar a los adultos y familiarizarse con futuras tareas. Por otra parte, en el Perú de los Incas se fabricaron silbatos con forma de pájaro para los niños.
En la Edad Moderna, el juguete experimentó un gran cambio con la llegada de la Revolución Industrial del siglo XVIII. Se fabricaron juguetes educativos para niños y adultos, tales como dados, ajedrez o cartas, que ayudaban a desarrollar la destreza manual, la memoria y la estrategia.

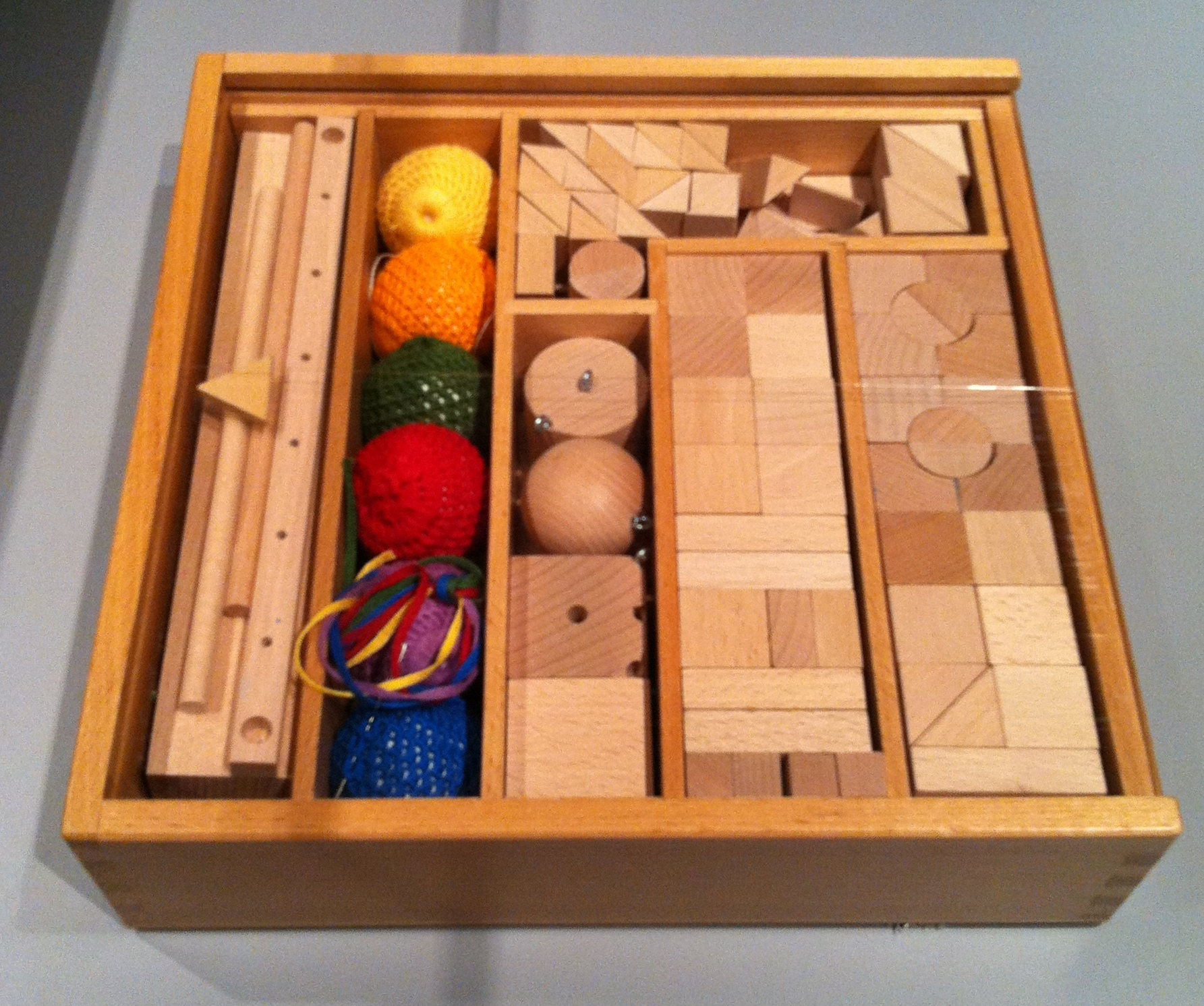
Los llamados "Dones" de Froëbel como juguetes didácticos

Dicha revolución también trajo consigo el desarrollo del juguete musical, favoreciendo la mejora de la inteligencia, afectividad, psicomotricidad o sociabilidad, entre otras. Es así como a mediados del siglo XIX e inicios del siglo XX, se empezaron a fabricar las primeras bailarinas musicales y diferentes tipos de soldados capaces de tocar la corneta. El juguete musical ha estado asociado históricamente al componente social y no debe olvidarse su componente creativo y de desarrollo técnico, características inherentes al juguete educativo. Ejemplo de ello sería Guitar Hero, donde se imita la posición de las manos del guitarrista.

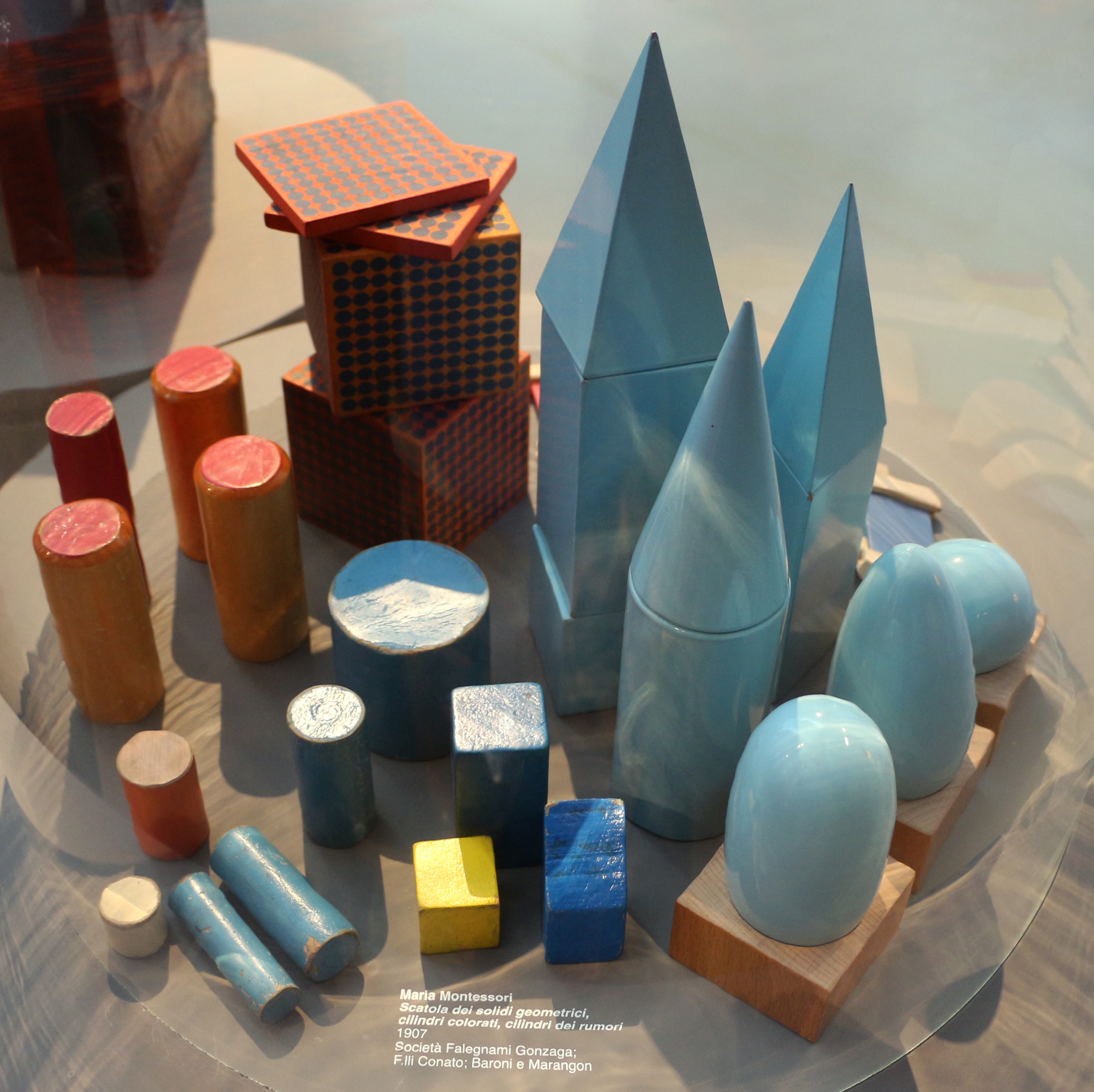
Material manipulativo característico del método Montessori

Durante el siglo XIX, los educadores buscaban implementar los juegos populares autóctonos, siguiendo el ejemplo europeo. Es a finales del siglo XX cuando se produce una adaptación curricular autonómica, formalizándose la acción pedagógica. No obstante, la actividad lúdica promociona una educación integral, tanto desde un enfoque intelectual, cognoscitivo, físico y social.
Los materiales creados por pedagogos como Maria Montessori, Ovide Decroly y Froëbel supusieron los antecedentes del juguete educativo, lo que generó que los fabricantes comenzaran a ver el juguete como un medio de motivación e interés hacia el aprendizaje.
En los años 20 empezaron a aparecer los primeros juguetes educativos de fabricación industrial española. Con la dictadura franquista se impulsó el conocimiento, creación y uso de los juguetes educativos a través de congresos y leyes que trataban de regularlo y clasificarlo. En 1946 se celebró el I Simposio sobre Juego Infantil y Juguete Didáctico donde se clasificaron los juguetes en tres tipos: juguetes de interés pedagógico, juguetes educativos y juguetes didácticos.
A su vez, con la aparición de la tecnología electrónica durante el siglo XX, se inventaron una gran variedad de juguetes educativos: el primer tren eléctrico, el primer videojuego (Tenis para dos, del físico Willy Higgimbothan), el Tamagotchi o el Furby.
A finales del siglo XX e inicios del XXI surgen las TIC y la robótica, y con ellas un nuevo tipo de juguete educativo denominado electrónico o videojuego, que generará de nuevo el debate sobre la diferencia entre juguete educativo y juguete didáctico. En esta época van apareciendo juguetes educativos cada vez más reales y eficaces. Entre ellos destacan los juegos de rol y de simulación, considerados un instrumento útil para la creación de la propia identidad personal, ya que aportan valores como la interacción entre iguales, la creatividad y el pensamiento crítico, entre otros.
Actualmente, cualquier juguete influye en el aprendizaje del niño, por lo que todos los juguetes son educativos. Sin embargo, sigue habiendo confusión y discrepancia a la hora de distinguir un juguete educativo de otro que no lo es.

## El juguete y el juego en la educación
El juego en niños puede verse como el proceso que les permite experimentar el mundo, practicando e interiorizando nuevas habilidades e ideas a través de diferentes experiencias como la imitación o el razonamiento de causa y efecto.
El juego educativo es una actividad que prepara al infantil en el desarrollo de capacidades necesarias para la etapa adulta, Spencer (1855) y Groos (1898, 1901). Las primeras teorías psicológicas relacionadas con el juego surgen a principios del siglo XIX .
El juego como estrategia de enseñanza-aprendizaje, desarrolla creación, fantasía, exploración, imaginación, y un desarrollo de muchas de las capacidades que el "niño", necesitará en su etapa adulta. Se trata de utilizar el juego como método lúdico para el proceso de enseñanza-aprendizaje.
El juguete educativo tiene como principal función el desarrollo del aprendizaje emocional, físico y/o intelectual. Podemos resumir diciendo que la funcionalidad de aplicar el juego en el concepto de la educación va encaminado a adquirir una destreza o conocimiento a cerca de un tema determinado.
De esta manera, el juego permite acercar al niño al mundo adulto, con las peculiaridades y limitaciones típicas de la edad y cultura a la que pertenecen. A través de este, los infantes desarrollan la comunicación verbal y no verbal de lo que sucede o sucederá, aportando experiencias de dar y recibir, de compartir y de usar turnos. Asimismo, también les permite aprender a ser valorados por el adulto, valorar a los demás y valorarse a sí mismos Así pues, el juego supone una pieza importante en el desarrollo cognitivo, emocional y social de los niños.
En relación con esto, existe una extensa tradición pedagógica que considera el juego como una actividad imprescindible en la enseñanza. La implantación del juego en el aula mediante el juguete educativo requiere de la identificación de los juguetes más apropiados para las habilidades, los intereses y el nivel de desarrollo del niño. En este sentido, los juguetes con carácter abierto pueden ser utilizados por los niños de diversas formas y a diferentes edades y niveles de desarrollo, para fomentar así un juego imaginativo, la exploración y el compromiso social.
También es importante el papel del adulto, pues varios estudios relacionan más la eficacia educativa de los juguetes con la participación y orientación de este que con el juguete en sí.
Alrededor de los años 80, con la consolidación de la industria de los videojuegos se produjo una verdadera revolución en la forma de jugar. En 1981, Malone publicó un estudio sobre la motivación de los juegos en red durante el proceso de enseñanza-aprendizaje, concluyendo que la motivación intrínseca era fruto del desafío, la fantasía y la curiosidad que despiertan en el jugador, por lo que se le considera el introductor del concepto de gamificación en el ámbito educativo.
Sin embargo, no fue hasta 2002 cuando el término gamificación fue acuñado por el periodista y programador informático Nick Pellingdar y definido desde un punto de vista académico por Deterding, Khaled, Nacke y Dixon como “el uso de elementos de diseño de juegos en contextos no lúdicos”.
En el siglo XXI, los juegos tecnológicos cobran gran importancia en las aulas, entre los que podemos destacar la robótica educativa, como WeDo 2.0 de LEGO o Fisher-Price Code-a-pillar; juegos de inicio a la programación, como Dash and Dot;  la realidad virtual (p. ej. HTC Vive), entre otras.

## Clasificaciones
Añadido a su valor lúdico, el juguete educativo facilita el desarrollo de aspectos intelectuales, físicos-motrices, emocionales y sociales. Por ello, existe una clasificación con respecto a su intención educativa:
| Psicomotricidad fina              | Coordinación viso-manual      | Percepción espacial                          |
| --------------------------------- | ----------------------------- | -------------------------------------------- |
| Juguetes de diferentes materiales | Pelotas de diferentes tamaños | Juguetes para playa o piscina                |
| Juegos para moldear               | Futbolín, ping-pong y billar  | Bicicletas, patines, monopatines, patinetes… |

| Desarrollo sensorial              | Desarrollo del razonamiento lógico | Resolución de problemas                                 | Desarrollo de la creatividad                                                  | Desarrollo del lenguaje                          |
| --------------------------------- | ---------------------------------- | ------------------------------------------------------- | ----------------------------------------------------------------------------- | ------------------------------------------------ |
| Juegos con sonido y movimiento    | Puzles de mesa y suelo             | Juegos de mesa: dominó, cartas, preguntas y respuestas… | Pintura de todo tipo: cera, pintura de dedos, sellos, tizas, plastilina       | Cuentos, historias cortas, dibujos, interactivos |
| Cuerdas de saltar y zancos de pie | Experimentos científicos sencillos | Videojuegos                                             | Juguetes para desarrollar el simbolismo: casitas, vehículos, garajes, granjas | Cuentos motores                                  |

También existe una clasificación según la edad:
- Juegos educativos de 0 3 años: en esta etapa los juegos interactivos cobran protagonismo para que los niños experimenten, desarrollen la motricidad y aprendan los colores, los números, las formas geométricas y la música.
- Juegos educativos de 3 a 6 años: juegos para aprender a sumar y restar, formar palabras y leer, además de juegos de construcción.
- Juegos educativos para mayores de 6 años: son juegos más instructivos, juegos para aprender idiomas, la hora...

## Clasificación de los juguetes según la edad
Los juguetes desarrollan en los niños diferentes habilidades, que varían con la edad en que son utilizados. A continuación se expone, de forma orientativa, una clasificación de los juguetes por edades.
- 0 a 6 meses: Juguetes que ayuden al bebé en la percepción sensorial, a conocer su cuerpo, a distinguir diferentes colores, texturas, sonidos y formas. Los juguetes con distintas texturas, los sonajeros, muñecos, mordedores y gimnasios de actividades para bebés son los adecuados a esta edad.

- 7 a 12 meses: Los bebés tienen más capacidad para manipular, reconocen voces y aumenta su interés por los sonidos, la exploración de los objetos y su entorno. Juguetes como el andador, las  pelotas, juguetes con sonidos, tentetieso, y peluches son buenos aliados en el desarrollo de los bebés.

- 13 a 18 meses: Los niños dan sus primeros pasos, aumenta la curiosidad por el entorno, donde se mueven con mayor agilidad, y en buena medida reconocen las características de los objetos. Para satisfacer esa curiosidad y favorecer el desarrollo de los niños, se pueden utilizar: juguetes de encajar y apilar, los juguetes con sonidos y actividades, y juguetes para el baño.

- 19 a 24 meses: Aumenta el descubrimiento de su entorno, el cual reconoce. El niño ya habla y comprende los mensajes simples. Participa y disfruta con los juegos de expresión artística, como pinturas, pizarras, instrumentos musicales, muñecas y animalitos.

- 2-3 años: Los niños imitan las acciones de los mayores, recreando situaciones familiares. Aumenta su curiosidad por los nombres. Los juguetes y juegos de imitación sencillos, como palas, cubos y teléfonos, son apropiados, así como los rompecabezas, las pinturas, las muñecas y las bicicletas simples sin pedales.

- 3-5 años: Aprenden canciones, su motricidad y habilidades son más controladas, mejoran su juego simbólico y juegan más tiempo con sus amigos. Juegos como los cuentacuentos, las bicicletas, las pizarras, los reproductores y grabadores musicales, los libros de cuentos, las marionetas, las cocinitas, los juguetes de imitación y los muñecos articulados, son interesantes en estas edades para entender y aprender.

- 6 a 9 años: Los niños ya saben sumar, leer, y restar. Aumenta su independencia y comienzan a asumir responsabilidades, donde son importantes las actividades colectivas. Juegos como los deportes, juguetes teledirigidos, monopatines, juegos de mesa, de experimentos, construcciones, de preguntas y respuestas, y videojuegos, les ayudarán en la toma de decisiones y mejora de sus habilidades.

- Mayores de 10 años: La expresión de sentimientos y la comunicación son muy importantes, pues comienza a terminarse la etapa de la niñez, para dar paso a la adolescencia. Deben consolidarse los hábitos saludables, de respeto y tolerancia. Los juegos de construcciones complejos, los juegos de reglas, juegos deportivos de equipo y juegos de mesa más complejos, les ayudarán a consolidar estos hábitos.

## Características y criterios de selección
En la elección de un juguete educativo se deben tener en cuenta algunos criterios generales. Analizando la naturaleza de estos, los criterios seguidos para la elección, un juguete debería ser:
- Seguro y sólido. Debe pasar unos estándares de seguridad para no comprometer la integridad del usuario que hace uso del juguete.
- Sencillo y económico. Accesible para todos los usuarios, siendo una herramienta al alcance de todo el mundo.
- Fácil de transportar, de ordenar y mantener ordenado. De esta manera podrá ser utilizado de manera continuada y en diferentes contextos según los intereses propuestos.
- Duradero. De tal modo su uso se podrá prologar y en caso necesario ser utilizado por el mayor número de sujetos.
- Adecuado a la edad madurativa del niño. Cada etapa madurativa tiene unas características y por tanto la elección del juguete educativo variará en función de esta. La adecuación ayudará a conseguir los objetivos de aprendizaje propuestos.
- Atractivo y motivante. El juguete elegido debe llamar la atención del sujeto que lo va a utilizar así como resultar interesante, de esta manera será utilizado de manera más continua y satisfactoria, proporcionando placer con su uso al mismo tiempo que se está aprendiendo.
- Polivalente. Este criterio aúna diversos factores mencionados con anterioridad. Un juguete será más completo y ayudará a conseguir los fines planteados en mayor medida si se puede utilizar de formas distintas y en diferentes espacios de juego. Así también su uso puede ser más intensivo y prolongado en el tiempo.

Además de los criterios generales de elección para cualquier tipo de juguete (seguridad del juguete, materiales de los que está hecho, edad recomendada, estética, etc.) mencionados anteriormente, en la elección de un juguete didáctico deben tenerse en cuenta unos criterios añadidos:
- Global y flexible. El juguete debe ser global, que permita ciertas combinaciones y de posibilidades de juego.[29]
- Adaptable, pues debe cubrir los intereses y necesidades de los destinatarios, y posibilitar el surgimiento unos nuevos intereses.
- Facilitador de descubrimientos, exploración y creatividad.
- Incitador al contacto social y relación interpersonal.
- Comprensible para los niños y las niñas a los que está destinado.
- Orientado a un aprendizaje concreto, eliminando elementos distractores.

## Ventajas del uso del juguete educativo en el aula
El juego educativo o didáctico es una estrategia muy desconocida, en general, por los padres y docentes, por lo que se utiliza poco en el aula a pesar de sus numerosas ventajas.
Muchas habilidades de diferentes dimensiones son desarrolladas mediante la puesta en práctica de este tipo de juego. Podemos destacar las siguientes áreas beneficiadas:
| Dimensiones      | Aspectos                                                                |
| ---------------- | ----------------------------------------------------------------------- |
| Físico-biológica | Movimiento, reflejos, coordinación, desarrollo sentidos                 |
| Social-emocional | Placer, satisfacción, socialización, confianza, expresión, desenvoltura |
| Cognitivo-verbal | Creatividad, memoria, agilidad mental, expresión, comprensión           |
| Académica        | Donde se aplique en la asignatura                                       |

El éxito de su aplicación se basa en lo atrayente que se convierte para el alumnado el uso de estos juegos en su proceso de aprendizaje, permitiéndoles así incentivar a los discentes, creando un ambiente más interactivo. Los estudios acerca de los juguetes educativos han permitido conocer las numerosas ventajas para la educación y desarrollo de las personas, comportando gran cantidad de beneficios,  entre ellos:
- Posibilitan a los niños tener experiencias del mundo real bajo sus propios medios y sentidos, incitando a la imitación de roles.
- Favorecen la socialización inter pares y la adquisición de una etiqueta social cuando se juega en compañía de otros niños.
- Incrementan los periodos de atención y concentración, fomentando el desarrollo intelectual a través de habilidades analíticas, lógicas, de exploración, de resolución de problemas, del pensamiento crítico, de la memoria, del pensamiento creativo y de la imaginación, de una forma motivadora.
- Participan en el desarrollo psicomotriz de los más pequeños.
- Desarrollan un espíritu crítico, perseverancia, tenacidad, responsabilidad y audacia.
- Benefician la autonomía y una saludable autoestima y autoconfianza cuando el niño/a conscientemente resuelve el problema o llega al objetivo que presenta el juguete.
- Amenizan y naturalizan el aprendizaje mediante el factor del disfrute inherente en el juego.
- Se adaptan a diferentes rangos de edad y requerimientos gracias a la amplia variedad.

- El componente lúdico y su carácter divertido atraen y motivan al alumnado, en especial los videojuegos.[39]

- Con el uso de las tecnologías de la información y comunicación a modo de juego, se facilita el acceso a los jóvenes, nativos digitales, facilitando el proceso de enseñanza y aprendizaje.[39]

- Gracias al acercamiento a los alumnos, a través del juego, se obtiene una buena oportunidad para evitar el abandono escolar, la apatía y la falta de compromiso.[40][41]

- Se facilita la comunicación entre los alumnos con sus compañeros y sus profesores, al modificar los roles tradicionales durante los momentos del juego.[42]

## Riesgos del juguete educativo
Diversas investigaciones advierten de los peligros asociados al uso de estos juguetes:
- Los de tipo animado pueden causar confusión en los más jóvenes cuando no obtienen retroalimentación por sus acciones, afectando a la percepción de la socialización y pudiendo incluso desfigurar su concepto de amistad.
- Cuando las interacciones con el juguete están limitadas a una serie de respuestas, la capacidad de imaginación se puede ver afectada al no haber tanto espacio para la experimentación y la creación libre.
- La noción de socialización del infante puede desfigurarse cuando el juguete y sus acciones se convierten en un modelo a seguir.
- Los efectos potenciales de los juguetes en la infancia pueden pasar desapercibidos por los adultos y en consecuencia, prescindir de la supervisión durante el juego.

- Incentivar en exceso la competición para obtener resultados, ignorando las ventajas de la socialización, la ayuda a los demás, o el apoyo a los más débiles, por obtener más logros.[44]

- En el caso de los videojuegos, la adicción, los estereotipos sexistas, o la violencia, son motivos de preocupación, riesgo que aumenta con la falta de formación digital de los adultos.[42]

- Aumento del tiempo de exposición a las pantallas, en el caso de los videojuegos.[45][46]

## Metodologías didácticas relacionadas
Los profesionales de la educación han focalizado la atención en los juguetes y en la gamificación, pues la motivación crea un espiral positivo que produce una mejora en la adquisición de los conocimientos por parte del alumnado.
Debido a esto, se han desarrollado metodologías de aprendizaje centradas en estos objetos y procesos lúdicos, en las que el alumno se convierte en un jugador. 
La inclusión de los juegos dentro del espacio educativos conforma la metodología conocida como aprendizaje basado en juegos. Este método de enseñanza aprovecha el potencial educativo de estos elementos lúdicos (videos juegos, puzles…) del ámbito cotidiano para lograr el aprendizaje, asimilación o evaluación de los contenidos del currículum escolar. La elección de juegos educativos se realiza teniendo en cuenta el usuario al que va dirigido, los intereses del mismo y los conocimientos a alcanzar.
Por otra parte, el juego posee como mediador el juguete. Según Karl William Kapp la gamificación, ludificación o juego es la utilización de mecanismos, la estética y el uso del pensamiento, para atraer a las personas, incitar a la acción, promover el aprendizaje y resolver problemas.
La metodología didáctica conocida como gamificación o ludificación se emplean elementos de los juegos en espacios no lúdicos con la finalidad de facilitar la asimilación de conocimientos de forma divertida, generando una experiencia positiva.

## Rol docente
El docente debe ser consciente de que enseñar es algo más profundo y complejo que trasmitir conocimientos, pues nadie puede aprender si aquello que se pretende aprender no estimula su curiosidad. Esto le lleva a buscar las vías y herramientas necesarias para motivar al alumnado. En ese sentido, los juegos están muy presentes en los entornos escolares en prácticamente todas las etapas educativas (infantil, primaria y secundaria) por tanto, los docentes, como organizadores del proceso de enseñanza-aprendizaje de su alumnado, deben tener presente este recurso.
El juego fomenta en los niños la capacidad de explorar, investigar y conocer el entorno que les rodea. Por eso es importante que el docente muestre interés por promover la interacción entre su alumnado y el juego lo que, a su vez, redundará en el aumento de la motivación intrínseca de estos hacia el entorno escolar y el proceso de aprendizaje. Además, el juego fomenta también distintas emociones en los alumnos. La emoción mejora y potencia los aprendizajes, y el juguete seleccionado de manera adecuada será de gran utilidad y fundamental para generar emociones en los estudiantes, lo que producirá a largo plazo un aprendizaje significativo y una mejora en todas sus competencias.
El docente debe hacer la elección de los juguetes educativos con la finalidad de alcanzar diferentes objetivos, como pueden ser:
- Programar juegos que estimulen el descubrimiento significativo para el desarrollo del niño.
- Acompañar a los niños en el proceso de aprendizaje a través del juego con una actitud educativa, y considerar si las actividades programadas son adecuadas para la consecución de los objetivos formulados.
- Valorar los significados y aportaciones que los niños ponen en el juego.

Por otra parte, el juego y los juguetes no tienen sentido si no se atiende a la diversidad. El docente analiza los perfiles, intereses y capacidades de su alumnado, buscando llegar a todos los niños y niñas en la medida de lo posible. Con base en ese análisis, se seleccionan los juguetes a utilizar, priorizando su adecuación al objetivo que se pretende conseguir.
Para que los juguetes educativos alcancen el efecto deseado, el papel del docente ha de consistir en el de ser un animador del juego, o incluso un jugador más, que tiene por función observar las necesidades lúdicas de los pequeños, ofreciendo juguetes e ideas que les permitan investigar y desarrollar todas sus habilidades. Sin embargo, el docente debe otorgar el protagonismo a los niños, quedando él en un segundo plano como orientador y guía del proceso educativo. Así, con el empleo de juguetes en el aula, el educador se aleja de posiciones directivas, organizativas e impositivas, favoreciendo una actitud más distendida.
Asimismo, es importante adecuar los espacios de juego en la escuela para conseguir que el uso de los juguetes sea seguro, tanto desde el punto de vista físico como psíquico. En este contexto, el educador no solamente elige el juguete apropiado, sino el momento y el lugar en el que se usa dentro o fuera del aula.
Morote (2008) establece que el papel del docente debe de ser de motivador o iniciador, flexible para ir adaptando el desarrollo del juego a las dificultades que se puedan presentar. El docente debe de escoger el juego en relación con los objetivos y contenidos, es decir, ( ni muy fácil porque se aburren, ni muy complicado porque podría producir desmotivación).
Enseñar utilizando estrategias metodológicas como el juego permite que el discente adquiera habilidades y destrezas duraderas en el tiempo. Son diversas las manifestaciones en las que el juego aparece con distintos niveles de organización. El docente incluye el juego en el aula como apoyo para el desarrollo de las competencias tanto orales como escritas, ayudando al alumnado a desarrollarse como sujeto en la sociedad actual. Además, se utiliza el juego para potenciar el trabajo cooperativo y el aprendizaje entre iguales.
La evolución del juego es distinta dependiendo de la edad del sujeto. El uso de las tecnologías de la información y comunicación en los centros escolares ha aumentado el desarrollo de muchas habilidades motrices y sociales. Un aspecto que el docente debe tener en cuenta es el tiempo dedicado a cada actividad durante los días de la semana. Para elegir el mejor juguete educativo debemos comprobar que sea ingenioso, desarrolle la imaginación, sea utilizado con la finalidad predefinida y tenga un uso intuitivo. Existen numerosos materiales para utilizar en el aula, entre los que destacan los materiales de soporte, de dibujo y pintura, específicos de cada área y de moldear.
El educador es, en algunos casos, un diseñador del proceso de enseñanza aprendizaje, y, para ello, usa las siguientes estrategias: busca el juego relacionado con el contenido que desea impartir; elabora el escenario idóneo para su aplicación; incluye los criterios de aprendizaje para la etapa educativa; sirve de guía en el proceso, e incentiva a sus alumnos para que desarrollen sus habilidades. Durante todo el proceso, observa la evolución de los alumnos, tanto de forma individual como colectiva, para luego, adecuar las actividades a las necesidades de los alumnos. Cuando termina la sesión de la actividad lúdica, en forma de debate, todos hablan de sus experiencias y sus impresiones. De este modo, el docente, también observa si los estudiantes han adquirido los conocimientos deseados.

## Atención a la diversidad
La adecuación educativa a las diferentes características y necesidades, ritmos de aprendizaje, motivaciones e intereses y situación sociocultural del alumnado es llevada a cabo por una serie de medidas y acciones conocidas con el nombre de atención a la diversidad. Las metodologías basadas en el juego educativo ofrecen la posibilidad de dar una respuesta educativa que va a tener en cuenta al alumnado desde su individualidad, aplicando de esta manera uno de los principios más importantes de la atención a la diversidad. El juego educativo aparece recomendado en estos casos debido a que se le atribuyen diversas bondades como favorecer la motivación, permitir la participación activa de los estudiantes, desarrollar el pensamiento lógico y la creatividad y estimular la cooperación, la socialización y promover el diseño de soluciones creativas a los problemas.
El juego ofrece una serie de ventajas para el tratamiento a la diversidad como oportunidades de globalización como resultado de la introducción de juegos que los hacen realidad, variedad de usos para la mayoría de los juegos con solo una dosis de creatividad y transferencia y la «neutralidad», con la que se presentan los juguetes y juegos a los niños con dificultades de aprendizaje, y las posibilidades de aprendizaje que estos juegos y juguetes tienen con estos niños con la adecuada moderación del trabajo del profesor.

## Diseñar juegos educativos
Para crear juguetes educativos se deben seguir estos criterios:
- Establecer un objetivo claro.
- Crear un ambiente motivador.
- Establecer normas y reglas.
- Crear recompensas.
- Aplicar diferentes niveles de dificultad.
- Una buena comunicación.

Otros aspectos son las necesidades específicas del alumnado,
gustos, intereses, que sean atractivas y materiales variados, reforzando la motivación, el interés y un disfrute de la actividad, evitando que sea monótona y repetitiva.

## La recompensa educativa
Tradicionalmente tras un aprendizaje se compensa al alumnado con otro tipo de actividades como es el juego, este relaja y divierte al alumnado, sin embargo, se ha visto como se puede utilizar esta metodología para que pueda llevar por si solo un aprendizaje. Podemos diferenciar distintas recompensas para utilizar en el juego educativo como metodología:
- Recompensas fijas: se sabe antes lo que se va a conseguir motivando al alumno a finalizar la tarea.
- Recompensas aleatorias: se desconoce la recompensa despertando interés y curiosidad.
- Recompensas inesperadas: recibe algo sin que se lo espere.
- Recompensas sociales: se reciben de los demás compañeros.

## Juguete educativo y codiseño
Se dice que el codiseño es un enfoque que involucra activamente a un conjunto de personas en el transcurso del diseño de un producto, con el fin de averiguar si éste cumple con las necesidades del consumidor. El codiseño para la innovación de los juguetes educativos se divide en tres partes:
- Acercamiento: Se evalúan las expectativas de los niños, teniendo en cuenta varios aspectos que influyen en la configuración de un juguete educativo, como son el diseño, fabricación y comercialización.

- Planificación y ejecución: Los docentes presentan la estrategia a los niños y se identifican sus preferencias a través de las características formales del producto como son la textura, el volumen, sonido, color u olor y a través de las características funcionales del juguete.[67]

- Resultados: En esta fase se desarrolla el producto haciendo un prototipo. Después, a partir de un consenso, se hace el diseño final del juguete.